# Liste der Gouverneure von Barbados

Flagge des Gouverneurs von Barbados (1870–1966)

Die Liste der Gouverneure von Barbados beinhaltet alle Gouverneure (Viceroys) in Barbados vom Anfang der Kolonisation 1627 durch England bis zur Unabhängigkeit 1966. Von 1833 bis 1885 war Barbados Teil der Kolonie der British Windward Islands und der Gouverneur von Barbados war der Repräsentant des Monarchen in ganzen Gebiet der Windward Islands. 1885 wurde Barbados wieder eine eigenständige Kolonie.

## Governors of Barbados (1627–1833)
- Henry Powell, 17. Februar 1627 – 1628
- William Deane, 1628 – Juni 1628
- Charles Wolferstone, Juni 1628 – 26. Februar 1629
- John Powell, 26. Februar 1629 – 29. August 1629
- Robert Wheatley, 29. August 1629 – September 1629, kommissarisch
- Sir William Tufton, 21. Dezember 1629 – 16. Juli 1630
- Henry Hawley, 1630 – Juni 1640
  - Richard Peers, 1633–1634, kommissarisch für Hawley
  - William Hawley, 1638–1639, kommissarisch für Henry Hawley
- Sir Henry Huncks, Juni 1640 – 1641
- Philip Bell, 1641–1650
- Francis Willoughby, 5. Baron Willoughby of Parham, Mai 1650–Oktober 1651 (bis Januar 1652 als royalistischer Dissident gegen den Commonwealth of England)
- Sir George Ayscue, Oktober 1651 – 1652
- Daniel Searle, 1652 – Juli 1660, kommissarisch
- Thomas Modyford, Juli 1660–1660, kommissarisch
- Humphrey Walrond, 1660 – August 1663, kommissarisch
- Francis Willoughby, 5. Baron Willoughby of Parham, August 1663 – 23. Juli 1666, wiedereingesetzt
  - Henry Willoughby, 1664, kommissarisch für Lord Willoughby of Parham
- Henry Willoughby, Juli 1666–1667, kommissarisch, zweite Amtszeit
- William Willoughby, 6. Baron Willoughby of Parham, 1667, kommissarisch
- Samuel Barwick, 1667, kommissarisch
- Henry Hawley, 1667 – April 1667, kommissarisch, zweite Amtszeit
- William Willoughby, April 1667 – 1673
  - Christopher Codrington, 1668–1669, kommissarisch für Lord Willoughby of Parham
- Sir Peter Colleton, 1673–1674, kommissarisch
- Sir Jonathan Atkins, 1674–1679
- Sir John Witham, 1680–1683, kommissarisch
- Sir Richard Dutton, 1683–1685
- Edwyn Stede, 1685–1690, kommissarisch
- James Kendall, 1690–1694
- Francis Russell, 1694–1696
- Francis Bond, 1696 – Dezember 1697, kommissarisch
- Ralph Grey, 4. Baron Grey of Werke, Dezember 1697 – 1701
- John Farmer, 1701–1703, kommissarisch
- Sir Bevil Granville, 1703–1706
- Mitford Crowe, 1707–1710
- George Lillington, 1710–1711, kommissarisch
- Robert Lowther, 1711–1720
  - William Sharpe, Januar 1714–1715, kommissarisch für Lowther
- John Frere, 1720–1721, kommissarisch
- Samuel Cox, 1721–1722, kommissarisch
- Henry Worsley, 1722–1727
- Thomas Catesby Paget, 1727–1731
- James Dotin, 1731, kommissarisch, erste Amtszeit
- Walter Chetwynd, 1731–1732
- Emanuel Howe, 2. Viscount Howe, 1733 – 29. März 1735
- James Dotin, 1735–1737, kommissarisch, zweite Amtszeit
- Sir Orlando Bridgeman, 2. Baronet, 1737–1738
- Humphrey Howarth, 1738
- Thomas Gage, 1. Viscount Gage, 1738–1739
- Robert Byng, Mai 1739 – 1740
- James Dotin, 1740, kommissarisch, dritte Amtszeit
- Sir Thomas Robinson, 1. Baronet, 1742–1747
- Henry Grenville, 1747–1756
- Charles Pinfold, 1756–1766
- Samuel Rous, 1766–1768, kommissarisch, erste Amtszeit
- William Spry, 1768–1772[1]
- Samuel Rous, 1772, kommissarisch, zweite Amtszeit
- Edward Hay, 1772–1779
- John Dotin, 1779–1780, kommissarisch, erste Amtszeit
- James Cunninghame, 1780–1782
- John Dotin, 1783–1784, kommissarisch, zweite Amtszeit
- David Parry, 1784–1793
- William Bishop, 1793–1794, kommissarisch, erste Amtszeit
- George Poyntz Ricketts, 1794–1800
- William Bishop, 1800–1801, kommissarisch, zweite Amtszeit
- Francis Humberstone Mackenzie, 1802–1806
- John Spooner, 1806–1810, acting
- Sir George Beckwith, 1810–1815
- Sir James Leith, 10. Mai 1815 – 16. Oktober 1816
- John Foster Alleyne, 1817, kommissarisch
- Stapleton Cotton, 1. Viscount Combermere, 1817–1820
- John Brathwaite Skeete, 1820, kommissarisch
- Samuel Hinds, 1821, kommissarisch
- Sir Henry Warde, 1821–1829
- Sir James Frederick Lyon, 1829–1833

## Governors of Barbados and the Windward Islands (1833–1885)
1833 wurde Barbados Teil der neu geordneten Kolonie British Windward Islands; der Gouverneur wurde außerdem Viceroy der neuen Kolonie.
- Sir Lionel Smith, 1. Baronet, 1833–1836
- Sir Evan John Murray MacGregor, 1836–1841
- Charles Henry Darling, 1841
- Sir Charles Edward Grey, 1841–1846
- William Reid, 1846–1848
- William MacBean George Colebrooke, 1848–1856
- Francis Hincks, 1856–4. Januar 1862
- James Walker, 4. Januar 1862 – 1868
- Rawson William Rawson, 1868–1875
- Sanford Freeling, 1875, kommissarisch
- Sir John Pope Hennessy, 1875–1876
- George Cumine Strahan, 1876–1880
- Dominic Jacotin Gamble, 1880, kommissarisch
- William Robinson, 1880–1885

## Governors of Barbados (1885–1966)
1885 wurde die Jurisdiktion von Barbados über die Windward Islands beendet und ein separater Governor of the Windward Islands wurde in Grenada eingesetzt.
- Sir Charles Cameron Lees, 1885–1889
- Sir Walter Joseph Sendall, 1889–1891
- Sir James Shaw Hay, 1891–1900
- Sir Frederick Mitchell Hodgson, November 1900 – 1904[2]
- Sir Gilbert Thomas Carter, 14. Oktober 1904 – 1911
- Sir Leslie Probyn, 13. Februar 1911 – 1918
- Sir Charles Richard Mackey O’Brien, 27. September 1918 – 1925
- Sir William Charles Fleming Robertson, 31. Dezember 1925 – 21. Januar 1933
- Harry Scott Newlands, 21. Januar 1933 – 12. März 1933
- Sir Mark Aitchison Young, 5. August 1933 – März 1938
- Sir Eubule John Waddington, 6. August 1938 – 1941
- Sir Henry Grattan Bushe, 23. Oktober 1941 – 1947
- Sir Hilary Rudolph Robert Blood, 5. Februar 1947 – 1949
- Sir Alfred Savage, 1. November 1949 – 1953
- Brigadier Sir Robert Arundell, 14. Mai 1953 – 1959
- Sir John Montague Stow, 8. Oktober 1959 – 29. November 1966

Am 30. November 1966 wurde Barbados unabhängig. Die Viceroys in Barbados nach der Unabhängigkeit finden sich in der Liste der Generalgouverneure von Barbados.